# 奴隷廃止法
奴隷廃止法は1833年にイギリス議会で制定され、同年8月28日に英国国王に裁可された法律である。

## 概要
大英帝国内における奴隷制を廃止する法律であった。植民地等の一部地域では1843年まで適用外とされた。
1998年には成文法となった。